# Jānis Škincs
Jānis Škincs (Liepāja, 21 ottobre 1911 – 16 novembre 1987) è stato un calciatore lettone, di ruolo attaccante.

## Carriera

### Club
Ha militato nell'Olimpija Liepaja e nell'RFK Riga negli anni in cui è stato convocato in nazionale.

### Nazionale
L'esordio in nazionale è avvenuto il 28 maggio 1931 nell'amichevole contro l'Estonia.
Ha in tutto disputato 13 incontri in nazionale, segnando 3 reti.

## Statistiche

### Cronologia presenze e reti in Nazionale
| Cronologia completa delle presenze e delle reti in nazionale ― Lettonia | Cronologia completa delle presenze e delle reti in nazionale ― Lettonia | Cronologia completa delle presenze e delle reti in nazionale ― Lettonia | Cronologia completa delle presenze e delle reti in nazionale ― Lettonia | Cronologia completa delle presenze e delle reti in nazionale ― Lettonia | Cronologia completa delle presenze e delle reti in nazionale ― Lettonia | Cronologia completa delle presenze e delle reti in nazionale ― Lettonia | Cronologia completa delle presenze e delle reti in nazionale ― Lettonia |
| Data                                                                    | Città                                                                   | In casa                                                                 | Risultato                                                               | Ospiti                                                                  | Competizione                                                            | Reti                                                                    | Note                                                                    |
| ----------------------------------------------------------------------- | ----------------------------------------------------------------------- | ----------------------------------------------------------------------- | ----------------------------------------------------------------------- | ----------------------------------------------------------------------- | ----------------------------------------------------------------------- | ----------------------------------------------------------------------- | ----------------------------------------------------------------------- |
| 28-5-1931                                                               | Riga                                                                    | Lettonia                                                                | 0 – 1                                                                   | Estonia                                                                 | Amichevole                                                              | -                                                                       |                                                                         |
| 30-6-1931                                                               | Riga                                                                    | Lettonia                                                                | 5 – 2                                                                   | Lituania                                                                | Amichevole                                                              | -                                                                       |                                                                         |
| 31-8-1931                                                               | Tallinn                                                                 | Lettonia                                                                | 1 – 0                                                                   | Lituania                                                                | Coppa del Baltico 1931                                                  | -                                                                       |                                                                         |
| 1-9-1931                                                                | Tallinn                                                                 | Estonia                                                                 | 3 – 1                                                                   | Lettonia                                                                | Coppa del Baltico 1931                                                  | 1                                                                       |                                                                         |
| 27-9-1931                                                               | Riga                                                                    | Lettonia                                                                | 2 – 1                                                                   | Estonia                                                                 | Amichevole                                                              | 1                                                                       |                                                                         |
| 1-6-1932                                                                | Tallinn                                                                 | Estonia                                                                 | 3 – 0                                                                   | Lettonia                                                                | Amichevole                                                              | -                                                                       |                                                                         |
| 29-6-1932                                                               | Kaunas                                                                  | Lituania                                                                | 2 – 3                                                                   | Lettonia                                                                | Amichevole                                                              | -                                                                       |                                                                         |
| 13-7-1932                                                               | Riga                                                                    | Lettonia                                                                | 0 – 0                                                                   | Svezia                                                                  | Amichevole                                                              | -                                                                       | 46’                                                                     |
| 8-9-1935                                                                | Kaunas                                                                  | Lituania                                                                | 2 – 2                                                                   | Lettonia                                                                | Amichevole                                                              | -                                                                       |                                                                         |
| 15-9-1935                                                               | Łódź                                                                    | Polonia                                                                 | 3 – 3                                                                   | Lettonia                                                                | Amichevole                                                              | 1                                                                       |                                                                         |
| 13-10-1935                                                              | Königsberg                                                              | Germania                                                                | 3 – 0                                                                   | Lettonia                                                                | Amichevole                                                              | -                                                                       |                                                                         |
| Totale                                                                  |                                                                         | Presenze                                                                | 11                                                                      |                                                                         | Reti                                                                    | 3                                                                       |                                                                         |